# Kościół Narodzenia Najświętszej Maryi Panny w Renicach
Kościół Narodzenia Najświętszej Maryi Panny w Renicach – katolicki kościół filialny zlokalizowany we wsi Renice w gminie Myślibórz, w powiecie myśliborskim (województwo zachodniopomorskie). Należy do parafii św. Wojciecha Biskupa i Męczennika w Sulimierzu.

## Historia i architektura
Kościół wzniesiony został w XVII wieku. Znajduje się w centrum wsi, na niewielkim wzniesieniu, w otoczeniu zabudowań dawnego kompleksu dworskiego. Utrzymany w stylu klasycystycznym, jest budowlą orientowaną, sytuowaną na rzucie prostokąta. W XVIII wieku od strony zachodniej dobudowana została dwukondygnacyjna wieża, nakryta cebulastym hełmem z ażurową, drewnianą latarnią.
Kościół murowany jest z cegły, nie posiada wyodrębnionego prezbiterium. Nawa kryta jest dachem dwuspadowym. W licu wieży znajdują się prostokątne i pełnołukowe otwory okienne oraz tarcze zegara. W jej przyziemiu umieszczony jest pełnołukowy portal wejściowy. Wnętrze kościoła przykryte jest płaskim, belkowanym stropem. Nad wejściem znajduje się drewniana empora chórowa, wsparta na dwóch słupach. Zachowały się XVIII-wieczne ławki oraz witraże z początku XX wieku.
Po II wojnie światowej kościół został konsekrowany jako świątynia katolicka w dniu 15 listopada 1946 roku.
Obok kościoła znajduje się XIX-wieczna kaplica grobowa, sytuowana na rzucie prostokąta, z mozaiką przedstawiającą Chrystusa w pozie oranta nad portalem wejściowym.